# Sibinj
Sibinj je općina u Hrvatskoj. Nalazi se u Brodsko-posavskoj županiji.

## Zemljopis
Sibinj je po tipu zbijeno, tipično slavonsko naselje nedaleko od Slavonskog Broda, udaljeno 8 km, nastalo duž glavne ceste, koje je iskoristilo svoj položaj – blizinu grada, a ipak je dobrim dijelom sačuvalo seoski mir i narodne običaje. Prostire se pretežito nizinskim područjem između regionalne ceste i željezničke pruge u smjeru Zagreba te uz križanje cesta prema Požegi. Urbanistička koncepcija mjesta je povijesnog tipa, uvjetovana prolazom "carske" ceste i željezničke pruge te kasnijim napretkom industrije u Slavonskom Brodu. Naselje je u dodiru posavske nizine i ogranaka Dilja.
Kroz Sibinj prolaze tri potoka s diljskog slivnog područja (Kapljarevac-Petnja, Kikovac, Dubski), a na padinama Dilja nalazi se: Petnja – umjetno jezero u šumskom okružju s izvorom pitke vode "Tomislav".  

## Klima
Klima mjesta je umjereno kontinentalna. Najčešći vjetrovi pušu sa zapada, a najjači prodori hladnoće zabilježeni su sa sjeveroistoka. Prosječna godišnja temperatura Sibinja je oko 11,3°C. Količina padalina tijekom godine je oko 870 mm. 

## Stanovništvo
Sibinj je 1971. imao 2270 stanovnika, 1981. 2347 stanovnika, 1991. 2507 stanovnika, 2001. 2449 stanovnika dok je prema popisu 2011. imao 2424 stanovnika. Prema popisu stanovništva iz 2011. Općina Sibinj ima 6895 stanovnika. Većinom je to hrvatsko, rimokatoličko stanovništvo. Broj stanovnika u deset godina smanjio se za 654 stanovnika, kada je općina imala 7549 stanovnika.

#### Naselja
- Bartolovci – 855
- Brčino – 201
- Čelikovići – 94
- Gornji Andrijevci – 511
- Grgurevići – 175
- Grižići – 143
- Gromačnik – 601
- Jakačina Mala – 184
- Ravan – 185
- Sibinj – 2449
- Slobodnica – 1550
- Završje – 370

#### Nacionalni sastav
- Hrvati 7385
- Srbi 54
- Bošnjaci 23
- Ukrajinci 22
- Slovenci 4
- Poljaci 2
- Mađari 2
- ostali 9
- neizjašnjeni 42

| broj stanovnika | 3455  | 3561  | 3240  | 3793  | 4074  | 4688  | 4478  | 5160  | 5663  | 6005  | 6549  | 6683  | 6572  | 6886  | 7549  | 6895  | 5730  |
|                 | 1857. | 1869. | 1880. | 1890. | 1900. | 1910. | 1921. | 1931. | 1948. | 1953. | 1961. | 1971. | 1981. | 1991. | 2001. | 2011. | 2021. |

| broj stanovnika | 828   | 856   | 846   | 855   | 907   | 1324  | 1032  | 1515  | 1276  | 1552  | 1667  | 1935  | 2042  | 2226  | 2574  | 2424  | 2088  |
|                 | 1857. | 1869. | 1880. | 1890. | 1900. | 1910. | 1921. | 1931. | 1948. | 1953. | 1961. | 1971. | 1981. | 1991. | 2001. | 2011. | 2021. |

## Uprava
Načelnik općine Sibinj je Josip Pavić, dipl. oec. (Hrvatska konzervativna stranka).

## Povijest
Ostatci naselja na tom području datiraju od 11. i 12. stoljeća, a u 14. stoljeću postojala je utvrda Gradina. Kao župa, pod današnjim imenom, spominje se 1695. 1730. u Sibinju postoji drvena crkvica Sv. Ivana Krstitelja, a današnja je župna crkva sagrađena 1775. Najstarije naseobine na ovom tlu bile su: Brišćana kod izvora Petnje, Selište, polje Vidovice, područje Krizme na Velebiću te kasnije Mišino brdo i Konj brdo. Kao naselje uz cestu, Sibinj se razvio od 1779. nakon naredbe Dvora u tom smislu. Ima podataka da je škola u Sibinju radila još 1767., a da je crkva dovršena 1775. Sibinj je od 1839. sjedište satnije, a od 1873. sjedište općine.
Po pismu Ignjata Alojzija Brlića sinu Andriji Torkvatu (103. pismo, 1848. g.) Ban Jelačić je posjetio Sibinj.
Najpoznatiji povijesni događaj vezan uz Sibinj  je datuma i poznat kao "Sibinjske žrtve". Ovo "mučko ubojstvo seljaka od strane nenarodnog i protuhrvatskog režima" dogodilo se 19. veljače 1935. i već desetljećima se obilježava kao simbol domoljubne svijesti ovdašnjeg stanovništva te je to ujedno i datum kada osnovna škola slavi svoj dan.

## Gospodarstvo
Prema zanimanju svojeg stanovništva Sibinj je mješovito naselje jer je veći dio zaposlen u Slavonskom Brodu (sekundarne, kvartarne i tercijarne djelatnosti), a u slobodnom vremenu bavi se i poljoprivredom. U samom naselju malo je poljoprivrednih domaćinstava. Većina ih se poljoprivredom bavi usput, uz stalno zaposlenje u mjestu, Slavonskom Brodu ili Požegi.

## Spomenici i znamenitosti
- Crkva sv. Ivana Krstitelja iz 1775.
- Petnja – umjetno jezero u šumskom okružju s izvorom pitke vode "Tomislav".
- Bazeni "Sibinj" koji su osvojili "Zeleni cvijet"

## Poznate osobe
- Darko Kolić, hrvatski nogometni sudac

## Obrazovanje
Osnovna škola Sibinjskih žrtava nalazi se u središtu naselja. Matičnoj školi pripadaju šest područnih škola. U djelu A. M. Reljkovića "Slavonska i vinkovačka slovnica" spominje se da je 1767. u Sibinju postojala pučka škola te se ta godina smatra početkom školstva u Sibinju. U početku su školu pohađala samo muška djeca, a 1872. s radom počinje i "Djevojačka učiona". Obje se škole 1884. spajaju u mješovitu školu koja je imala 118 učenika. U Spomenicu je ubilježeno da je 1885. školu posjetio i car Franjo Josip I. Godine 1904. školu pohađa 190 učenika, a obnovljen je i školski vrt gdje se mladež poučavala ratarstvu, pčelarstvu i voćarstvu.
Nakon 2. svjetskog rata škola postaje osmogodišnja, a krajem 1950-tih u sklopu škole osniva se učenička zadruga. Potres 1964. uništio je postojeću školsku zgradu te je nastava izvođena na otvorenom i u šatorima, a 25. listopada 1965. otvorena je nova školska zgrada u kojoj se i danas izvodi nastava. Dodatna okolnost radu škole bio je i Domovinski rat. Nastava se neko vrijeme odvijala po kućama i podrumima. U listopadu 1992. g., učenici i učitelji se vraćaju u svoje školske prostore.	

## Kultura
Naselje je administrativni, kulturni, zdravstveni i ekonomski centar za više sela u tom dijelu Brodsko-posavske županije.
- Dom kulture
- KUD "Tomislav"

## Šport
- NK Mladost
- KK Sibinj
- Stolnoteniski klub Sibinj
- MNK Redoksi

## Vanjske poveznice
- Službena stranica općine Sibinj